# 新エネルギー利用等の促進に関する特別措置法
新エネルギー利用等の促進に関する特別措置法（しんエネルギーのりようとうのそくしんにかんするとくべつそちほう、平成9年4月18日法律第37号）は、新エネルギーに関する日本の法律である。

## 構成
- 第1章 総則（第1条 - 第2条）
- 第2章 基本方針等（第3条 - 第7条）
- 第3章 事業者が行う新エネルギー利用等の促進（第8条 - 第13条）
- 第4章 雑則（第14条 - 第16条）
- 附則